# Дифенилметан
Дифенилметан — органическое соединение класса углеводородов, производное метана, в молекуле которого два атома водорода заменены на фенильные группы. Радикал дифенилметана ((C6H5)2CH-) — бензгидрил.

## Физические и химические свойства
Дифенилметан представляет собой бесцветные прозрачные кристаллы с запахом герани, нерастворимые в воде, но хорошо растворяющиеся в органических растворителях (бензол, диэтиловый эфир, хлороформ) и жидком диоксиде серы.
Дифенилметан благодаря наличию метиленовой группы и бензольных колец обладает свойствами как алифатических, так и ароматических соединений: атомы водорода в метиленовой группе способны замещаться на атомы галогена, нитрогруппу или другие функциональные группы:
{\displaystyle {\mathsf {(C_{6}H_{5})_{2}CH_{2}{\xrightarrow[{170^{o}t}]{PCl_{5}}}(C_{6}H_{5})_{2}CCl_{2}}}}
окисляться до карбонильной группы с образованием бензофенона:
{\displaystyle {\mathsf {(C_{6}H_{5})_{2}CH_{2}{\xrightarrow[{}]{H_{2}CrO_{4}}}+(C_{6}H_{5})_{2}CO}}}
Дегидрирование дифенилметана над платиновым катализатором приводит к флуорену, гидрирование над никелем — к дициклогексилметану.
Бензольные кольца молекулы дифенилметана вступают в реакции электрофильного замещения в 2, 2', 4, 4', 6, 6'-положения.

## Методы синтеза
- Из бензилхлорида и бензола в присутствии хлорида алюминия[2]:

{\displaystyle {\mathsf {C_{6}H_{5}CH_{2}Cl+C_{6}H_{6}{\xrightarrow[{}]{AlCl_{3}}}(C_{6}H_{5})_{2}CH_{2}+HCl}}}
- Из бензола и дихлорметана в присутствии хлорида алюминия:

{\displaystyle {\mathsf {CH_{2}Cl_{2}+2C_{6}H_{6}{\xrightarrow[{}]{AlCl_{3}}}(C_{6}H_{5})_{2}CH_{2}+2HCl}}}
Существует также способ синтеза дифенилметана из бензола и формальдегида в среде 85%-ной серной кислоты.

## Применение
Дифенилметан используется как растворитель в лакокрасочной промышленности и в качестве отдушки для мыла. Ряд производных дифенилметана служат пестицидами, фунгицидами и бактерицидами.